# Distretto speciale di Liuzhi
Il distretto speciale di Liuzhi (六枝特区S, Liùzhī TèqūP) è un distretto della Cina, situato nella provincia del Guizhou e amministrato dalla prefettura di Liupanshui.